# Саратовський міст (новий)
51°35′32″ пн. ш. 46°12′51″ сх. д. / 51.592222222222° пн. ш. 46.214166666667° сх. д.
Саратовский міст (новий) — мостовий перехід через Волгу біля села Пристанне. Новий міст — частина обхідної дороги навколо Саратова і Енгельса, маючи загальну довжину 12760 м, у тому числі: підходів 8747,2 м, штучних споруд — 4435,5 м. У складі мостового переходу: міст через основне річище Волги, який складається з двох нерозрізних секцій довжиною 1231,1 м та 1105,1 м (металевий пролітний елемент: 63 + 73,5 + 84 + 10×126 + 3×157 + 3×126) — 2350,7 м, міст на острові Котлубань (сталезалізобетонний пролітний елемент: 63 + 2×84 + 63) — 310 м, міст через річку Каюковка (сталезалізобетонний пролітний елемент: 7×84 + 63) — 667,8 м, міст через річку Мала Каюковка (сталезалізобетонний пролітний елемент: 63 + 2×84 + 63) — 304,8 м, лівобережна естакада (залізобетонний пролітний елемент: 11×34,16) — 378,84 м і п'ять шляхопроводів загальною довжиною 424 м.

## Історія будівництва
16 грудня 2000 відбулося урочисте відкриття першої черги автодорожнього мосту приблизно за 15 км в північно-східному напрямку від старого мосту вгору за течією Волги. Ця унікальна споруда скорочує шлях з Європи в Азію на 500 кілометрів, зводилася по стандартам першої європейської категорії. Будівництво здійснювалося філією ВАТ «Волгомост» «МостОтряд № 8» спільно з інститутом «Гипротрансмост».
Другу чергу мосту урочисто відкрито 16 жовтня 2009

## Виноски
1. ↑  Мост в XXI век. Правительство Саратовской области. 16.12.2000. Архів оригіналу за 25.02.2012. Процитовано 3 квітня 2008. [Архівовано 2012-03-11 у Wayback Machine.]
2. ↑  Продолжение строительства 2-й очереди мостового перехода через реку Волга у с. Пристанное. Правительство Саратовской области. 06.07.2005. Архів оригіналу за 25.02.2012. Процитовано 3 квітня 2008. [Архівовано 2013-10-02 у Wayback Machine.]
3. ↑  Решаем проблемы прошлого. Правительство Саратовской области. 01.02.2007. Архів оригіналу за 25.02.2012. Процитовано 3 квітня 2008. [Архівовано 2013-10-02 у Wayback Machine.]
4. 1 2  Строительство на мостовом переходе через р. Волга у села Пристанное идет полным ходом. Правительство Саратовской области. 25.12.2007. Архів оригіналу за 25.02.2012. Процитовано 3 квітня 2008. [Архівовано 2013-10-02 у Wayback Machine.]